# Большой Крюк
Большой Крюк — река в России, протекает в Свердловской области. Устье реки находится в 314 км по правому берегу реки Сылва. Длина реки составляет 18 км.
В 1,7 км от устья по правому берегу впадает река Малый Крюк.

## Данные водного реестра
По данным государственного водного реестра России относится к Камскому бассейновому округу, водохозяйственный участок реки — Сылва от истока и до устья, речной подбассейн реки — Кама до Куйбышевского водохранилища (без бассейнов рек Белой и Вятки). Речной бассейн реки — Кама.
Код объекта в государственном водном реестре — 10010100812111100012418.